# Historia de un crimen: Colmenares
Historia de un crimen: Colmenares es una serie de televisión colombiana de Netflix, como parte de la segunda temporada de la franquicia Historia de un crimen, estrenada el 3 de mayo de 2019. Protagonizada por Laura Osma, Fabiana Medina, Enrique Carriazo, Juliana Velásquez y Sebastián Osorio, la serie está basada en el Caso Colmenares, en el que perdió la vida el joven Luis Andrés Colmenares el 31 de octubre de 2010 en la ciudad de Bogotá en extrañas circunstancias.

## Sinopsis
El joven de veinte años Luis Andrés Colmenares fue encontrado sin vida en confusos hechos el 31 de octubre de 2010 en la ciudad de Bogotá. Inicialmente las autoridades determinaron que Colmenares había fallecido tras caer en el caño el virrey desde la carrera Séptima hasta la Autopista Norte a la altura de la calle Ochenta y ocho, hecho que corroboraron los testimonios de algunos de sus compañeros de universidad, en especial el de Laura Moreno, con quien Colmenares intentaba una relación sentimental, Sin embargo, tras realizarse algunas pruebas sobre el cuerpo de Luis Andrés, se empezó a sospechar sobre un presunto asesinato.

## Reparto
- Sebastián Osorio es Luis Andrés Colmenares[3]
- Laura Osma es Laura Moreno
- Juliana Velásquez es Jessy Quintero
- Carlos Vergara Montiel es Alonso Colmenares
- Fabiana Medina es Oneida Escobar de Colmenares
- Enrique Carriazo es Fiscal González
- Juan Pablo Urrego es Carlos Cárdenas
- Ernesto Campos es Jorge Colmenares
- Carlos Carvajal es Tato
- Julián Delgado es Grillo
- Maria Camila Rueda es Elizabeth
- Victor Hugo Morant es Jorge Moreno
- Felipe Botero es Ramses Gordillo
- Julián Román es Periodista Salazar
- Ernesto Benjumea es Abogado de Laura Moreno y Jessy Quintero
- Claudia Roció Mora es Secretaría del fiscal

## Episodios
| N.º | Título                             | Dirigido por    | Escrito por                   | Fecha de emisión original |
| --- | ---------------------------------- | --------------- | ----------------------------- | ------------------------- |
| 1   | «La noche oscura de Halloween»     | Felipe Cano     | C.S. Prince y Pablo González  | 3 de mayo de 2019         |
| 2   | «Una madre busca justicia»         | Felipe Cano     | C.S. Prince y Pablo González  | 3 de mayo de 2019         |
| 3   | «Los cuerpos hablan»               | Felipe Cano     | C.S. Prince y Nicolás Serrano | 3 de mayo de 2019         |
| 4   | «El dolor, la justicia y el ideal» | Felipe Martínez | Natalia Santa                 | 3 de mayo de 2019         |
| 5   | «Un rumor en los cerros»           | Felipe Martínez | C.S. Prince y Antón Goenechea | 3 de mayo de 2019         |
| 6   | «Aparece un testigo»               | Felipe Martínez | Nicolás Serrano               | 3 de mayo de 2019         |
| 7   | «Un hueco en la historia»          | Felipe Cano     | Natalia Santa                 | 3 de mayo de 2019         |
| 8   | «El juicio final»                  | Felipe Cano     | C.S. Prince y Nicolás Serrano | 3 de mayo de 2019         |